# Aristas
Este artículo habla sobre un personaje mitológico. Aristas también puede referirse al plural de arista, un término gráfico o geométrico.
En la mitología griega Aristas es el nombre de un hijo de Portaón. 
Tuvo a su vez un hijo llamado Erimanto, con el que continúa la línea dinástica de los descendientes de Licaón.